# Shanghai Port FC
El Shanghai Port FC (en xinès: 上海海港足球俱乐部, Shànghǎi Hǎigǎng Zúqiú Jùlèbù), anteriorment Shanghai SIPG FC (xinès 上海上港; pinyin Shànghǎi Shànggǎng, pronunciat [zɑ̃̀hɛ́ zɑ̃̀ɡɑ̃́]), és un club de futbol professional que participa a la Superlliga xinesa amb llicència de l'Associació xinesa de futbol (CFA). L'equip té la seu a Pudong, Xangai, i el seu estadi és el Yuanshen Sports Center Stadium, que té capacitat per a 16.000 persones. El club té previst traslladar-se a l'estadi de futbol Pudong, en construcció, el 2021. Els seus propietaris són el grup xinès Shanghai International Port Group (SIPG).
El club es va fundar el 25 de desembre de 2005 com a Shanghai Dongya FC (Dongya, xinès 东亚; pinyin Dōngyà, literalment Est d'Àsia) per l'antic entrenador internacional xinès Xu Genbao. El club va utilitzar graduats de la Base de Futbol Genbao, una acadèmia de futbol fundada també per Xu, per formar el seu primer equip quan debutaven al tercer nivell de la piràmide de la lliga de futbol xinesa la temporada 2006. Van treballar fins al nivell superior i van acabar sent campions de lliga per primera vegada a la temporada de la Superliga xinesa del 2018.
Segons Forbes, Shanghai SIPG FC és el tercer club de futbol més valuós de la Xina, amb un valor de club de 159 milions de dòlars i uns ingressos estimats de 37 milions de dòlars el 2015. Segons l'informe anual de l'empresa matriu, el club de futbol tenia uns ingressos de CN¥565,7 milionsdurant l'exercici 2015, així com una pèrdua neta de CN¥41,5 milions, actiu total de CN¥286,8 milions, actiu net de CN¥59,7 milions.

## Història

### 2005–2007: League Two
El 16 de maig de 2000, l'exentrenador internacional de futbol xinès Xu Genbao va fundar el Genbao Football Base i va inscriure a 96 membres de l'acadèmia nascuts entre el 1988 i el 1991, que havien de formar-se a la recentment construïda Genbao Football Base.
Inicialment, Xu Genbao no tenia intenció d'establir un club de futbol professional. No obstant això, a mesura que els joves de la base van créixer, la manca de competició de futbol juvenil a la Xina va provocar que Xu creés un club de futbol perquè els seus protegits poguessin guanyar experiències de partits en el futbol professional. El 25 de desembre de 2005, el Club de Futbol Shanghai Dongya va ser establert conjuntament per Xu Genbao i Shanghai Dongya Sports i Culture Center Co. Ltd, sent Xu Genbao el president del club. Xu va nomenar a Claude Lowitz, entrenador juvenil francès de la Base, com a director de l'equip.
Amb jugadors joves d'entre 14 i 17 anys, Shanghai Dongya va competir a la China League Two del 2006, el tercer nivell del sistema de lligues xineses. L'equip va jugar els seus partits a casa al camp d'entrenament del Genbao Football Base Arena a Chongming, Xangai, i finalment va acabar la seva primera temporada al setè lloc. Durant la campanya, els jugadors de Xu van batre alguns rècords durant la temporada, sent Cao Yunding el golejador xinès més jove de 16 anys i 242 dies, i Wu Lei el futbolista professional xinès més jove, amb només 14 anys i 287 dies. A finals del 2006, Claude Lowitz va deixar el club i l'exdirector adjunt Jiang Bingyao va assumir el càrrec de gerent. Amb les lliçons apreses i les experiències obtingudes de la seva temporada debutant, el jove Dongya va guanyar el títol de divisió el 2007, guanyant a Sichuan a la final i aconseguint així l'ascens a China League One, el segon nivell de la lliga de futbol.

### 2008–2012: League One
Tot i l'èxit de la promoció, es van plantejar dubtes sobre què passaria amb l'equip, sobretot tenint en compte que l'esforç previ de Xu per crear un club professional (Shanghai Cable 02) es va acabar venent a Shanghai Shenhua el 2002 a causa de dificultats econòmiques. El juny de 2007, el govern de Xangai va rescatar Xu amb ajuda financera, a canvi Dongya representaria Xangai als Jocs Nacionals de 2009.
Amb el club en una divisió superior, Shanghai Dongya es va traslladar al centre esportiu Jinshan de 30.000 places al districte de Jinshan de Xangai i va acabar la campanya de la divisió China League One del 2008 en un respectable sisè lloc. L'estiu del 2009, Shanghai Dongya representava l'equip de futbol de Xangai i va participar en els Jocs Nacionals del 2009. Xu Genbao va assumir ell mateix el càrrec directiu i va portar l'equip a guanyar l'or en el torneig masculí de futbol. Mentrestant, a la lliga, Shanghai Dongya va escollir l'estadi de Xangai de 65.000 place com a estadi de casa per a la seva campanya de la China League One del 2009. El Shanghai Dongya va acabar la temporada en quart lloc i només va perdre la promoció per una sola victòria, però encara es va considerar tot un èxit perquè aquell equip estava format per jugadors menors de 20 anys i sense estrangers. Això va guanyar al club la reputació del seu èxit en el desenvolupament juvenil a la Xina i van ser apodats afectuosament pels fans "Manchester United FC de la Xina" per la coneguda ambició de Xu de "crear un Manchester United de la Xina".
La temporada de la lliga del 2010, l'ex internacional xinès Fan Zhiyi va rebre la seva primera oportunitat com a entrenador del club, i es van introduir els seus primers jugadors estrangers: el macedoni Nikola Karçev i l'haitià Fabrice Noël. Tot i aquests nous fitxatges, el club no va aconseguir millorar els resultats de la temporada anterior i va acabar en el quart lloc. Les dificultats econòmiques després de no conseguir l'ascens van provocar que el club no pogués aguantar les seves estrelles ascendents. Abans de la temporada 2011, cinc titulars de l'equip van abandonar el club: el capità de l'equip Wang Jiayu, l'internacional xinès Zhang Linpeng i els jugadors xinesos sub-23 Cao Yunding, Jiang Zhipeng i Gu Chao. La temporada següent, de 2011, Xu Genbao va ascendir a diversos jugadors joves al primer equip i l'equip va acabar la temporada en un decebedor novè lloc.
A principis de la temporada 2012, el club va vendre el nom al seu equip al patrocinador, Zobon Group per 30 milions de iuans en un acord per tres anys, que va veure com el club canviava el nom del primer equip a Shanghai Tellace el 31 de desembre de 2011, mentre que el nom del club es manté sense canvis com Shanghai Dongya FC. Al final de la temporada, Shanghai Tellace va guanyar el títol de lliga i va ascendir a la Superliga xinesa.

### 2013 – actualitat: CSL
El 28 de desembre de 2012, Shanghai Dongya va canviar de nou el nom del primer equip a Port Shanghai FC, en virtut d'un acord de patrocini de 40 milions de iuans amb Shanghai International Port (Group). Durant la temporada baixa, el 7 de gener de 2013, el club va adquirir oficialment un altre club de futbol amb seu a Xangai, el Shanghai Pudong Zobon, que anteriorment havia jugat a la divisió de la Lliga Two 2012 abans que es dissolgués. La majoria dels seus jugadors, nascuts entre 1993 i 1994 i es ascendits de Genbao Football Base, van ser portats de nou sota l'ala de Xu Genbao i es convertiria en el equip de reserva de Xangai Dongya FC. El debut del club al nivell superior va portar a l'antic entrenador de la selecció nacional Gao Hongbo com a entrenador, guiant el club fins a la novena posició al final de la temporada de lliga del 2013. El Port Internacional de Xangai decidiria reforçar la seva posició dins del club i va assumir oficialment tot el club el 18 de novembre de 2014 i va nomenar immediatament Sven-Göran Eriksson com a nou entrenador principal.
Durant el període de transferències hivernals del 2015, Shanghai SIPG va fitxar vuit nous jugadors per reforçar la plantilla: Sun Xiang, Davi Rodrigues de Jesus, Dario Conca, Kim Ju-Young, Yang Boyu, Shi Ke, Jean Evrard Kouassi i Yu Hai --- en qui el club va gastar 50 milions de iuans. Es va convertir en el rècord de transferència més alta pagada per qualsevol jugador xinès. L'equip va guanyar els tres primers partits de la temporada, cosa que suposava el seu millor inici de lliga CSL de la història. El 9 de maig, Shanghai SIPG va aconseguir una victòria per 5-0 sobre el seu rival Shanghai Greenland Shenhua, i va ser la seva primera victòria al derbi de Shanghai. L'equip va fitxar a l'estrella ghanesa Asamoah Gyan a la finestra de transferències d’estiu. Jean Evrard Kouassi va passar a l'equip de reserva a causa de la restricció d’inscripció en aquell moment (4 jugadors estrangers + 1 jugador estranger asiàtic). Shanghai SIPG va acabar la temporada en segon lloc amb 65 punts, a només 2 punts del campió Guangzhou Evergrande. Va ser la seva millor posició de lliga a la història del club i van aconseguir entrar a la classificació de la Lliga de Campions de l'AFC.
A principis de 2016, SAIC Motor Corporation es va convertir en un dels principals patrocinadors de Shanghai SIPG. El club va fitxar Elkeson, del campió del Guangzhou Evergrande per 18,5 milions d'euros. Va batre el rècord del mercat xinès de transferències. El 9 de febrer, l'equip va aconseguir una victòria per 3-0 contra el Muang Thong United de Tailàndia a la ronda de classificació de la Lliga de Campions de l'AFC, i va entrar amb èxit a la fase de grups de l'ACL. Shanghai SIPG va passar sorprenentment per la fase de grups en primer lloc, tot i que era la primera vegada que jugaven a l'ACL. Als vuitens de final, el Shanghai SIPG es va enfrontar al FC Tokyo. Van perdre per 1-2 a l'anada, però gràcies al gol de Wu Lei al final dels 90 minuts a la tornada, l'equip va passar pels vuitens de final amb una diferència de gols fora de casa. Durant el període de transferències d'estiu, Shanghai SIPG va gastar 56 milions d'euros per fitxar l'internacional brasiler, Hulk. L'equip va ser eliminat als quarts de final de l'ACL i, a la CSL, l'equip va acabar en tercer lloc amb 52 punts.
El 2018, Xangai va impulsar Wu Lei, que va ser el màxim golejador de la lliga aquell any, per guanyar el primer lloc a la CSL per primera vegada. El 2019 van guanyar la Supercopa, el seu segon trofeu de primer nivell.

## Propietat i historial de noms
| Curs      | Propietari                                                              | Nom del club                  | Nom de l'equip patrocinat      |
| --------- | ----------------------------------------------------------------------- | ----------------------------- | ------------------------------ |
| 2005-2011 | Genbao Football Base Shanghai Dongya Sports and Culture Center Co. Ltd. | Shanghai Dongya Football Club |                                |
| 2012      | Genbao Football Base Shanghai Dongya Sports and Culture Center Co. Ltd. | Shanghai Dongya Football Club | Shanghai Tellace (上 海特莱士) |
| 2013–2014 | Genbao Football Base Shanghai Dongya Sports and Culture Center Co. Ltd. | Shanghai Dongya Football Club | Xangai SIPG                    |
| 2015–     | Shanghai International Port Group                                       | Shanghai SIPG Football Club   |                                |

## Rivalitats
El principal rival del club és el Shanghai Shenhua amb qui disputa el derbi local de Shanghai. El fundador del club, Xu Genbao, que ha aconseguit el Shenhua amb el títol de lliga del 1995, té un vincle personal directe amb els dos equips. El 28 d'abril de 2013 els dos equips es van reunir per primera vegada en un partit de lliga que va veure com el club derrotava per 2-1 el Shenhua. Els jugadors Jiang Zhipeng i Wang Jiayu que havien jugat en els dos equips abans que els dos clubs es reunissin en el seu primer derbi el 2 de juny de 2013, que va resultar en una victòria per 6-1. La ubicació geogràfica del club també els ha obert a rivalitats amb els clubs veïns Hangzhou Greentown i Jiangsu Guoxin-Sainty, on disputen un partit anomenat el Derbi del Delta del Yangtze.

## Personal tècnic

### Historial d'entrenadors
- Claude Lowitz (2006)
- Jiang Bingyao (2007–2009)
- Fan Zhiyi (2010)
- Jiang Bingyao (gener 2011 – 20 desembre 2012)
- Gao Hongbo (27 febrer 2013 – 7 novembre 2013)
- Xi Zhikang (4 desembre 2013 – 17 novembre 2014)
- Sven-Göran Eriksson (18 novembre 2014 – 4 novembre 2016)
- André Villas-Boas (4 novembre 2016 – 30 novembre 2017)
- Vítor Pereira (13 desembre 2017 – present)

## Honors
- Superliga xinesa
  - Guanyadors: 2018, 2023, 2024
  - Subcampions: 2015, 2017
- Xina League One
  - Guanyadors: 2012[19]
- Lliga Xina Segona
  - Guanyadors: 2007
- Supercopa de la FA xinesa
  - Guanyadors: 2019